# Bananas (album)
Pour les articles homonymes, voir Bananas (homonymie).
Albums de Deep Purple
Abandon
(1998) Rapture of the Deep
(2005)
Bananas est le dix-septième album du groupe Deep Purple, sorti en 2003, sous le label EMI au Royaume-Uni (Sanctuary Records aux États-Unis). Il s'agit du premier album avec Don Airey aux claviers, remplaçant du membre fondateur du groupe Jon Lord.
Contact Lost est écrit par le guitariste Steve Morse en hommage aux astronautes de la navette spatiale Columbia qui s'est désintégrée lors de son retour sur Terre en février 2003. I Got Your Number est un morceau originellement intitulé Up the Wall, que le groupe joua à plusieurs reprises en concert quelques années auparavant avec Jon Lord.

## Titres
Tous les titres sont signés Airey, Gillan, Glover, Morse, Paice, sauf indications
1. House of Pain (Gillan, Michael Bradford) – 3:34
2. Sun Goes Down  – 4:10
3. Haunted  – 4:22
4. Razzle Dazzle  – 3:28
5. Silver Tongue  – 4:03
6. Walk On (Gillan, Bradford) – 7:04
7. Picture of Innocence (Gillan, Glover, Lord, Morse, Paice) - 5:11
8. I Got Your Number (Gillan, Glover, Lord, Morse, Paice, Bradford) – 6:01
9. Never a Word – 3:46
10. Bananas  – 4:51
11. Doing it Tonight  – 3:28
12. Contact Lost (Morse) (insturmental) – 1:27

## Musiciens
D'après le livret accompagnant le CD : 

### Deep Purple
- Ian Gillan : chant
- Roger Glover : basse
- Ian Paice : batterie, percussions
- Steve Morse : guitares
- Don Airey : claviers

### Musiciens additionnels
- Paul Buckmaster : arrangement des cordes et violoncelle sur Haunted
- Beth Hart : chœurs sur Haunted
- Michael Bradford : guitare sur Walk On